# Les Autels-Villevillon

Les Autels-Villevillon este o comună în departamentul Eure-et-Loir, Franța. În 1 ianuarie 2022 avea o populație de 110 de locuitori.